# Xenochromis hecqui
Рід складається лише з одного виду риб родини цихлові — Xenochromis hecqui Boulenger 1899.